# 2007年塔利班挾持韓國人質事件
塔利班挾持韓國人質事件是指發生在2007年7月在阿富汗一群23名（7男16女）韓國籍基督教傳教士及志工被塔利班成員挾持的人質事件，有兩名人質被槍殺。該批傳教士於阿富汗加兹尼省乘坐由喀布尔開出前往坎大哈的公共汽車，在旅途中遭塔利班成員阻擋並綁架到距離劫持地點80公里的一條村莊。塔利班組織起初只要求韓國國軍撤出阿富汗，但後來追加要求釋放被捕的塔利班民兵。韓方聲明傳教士團前往阿富汗的目的只為濟弱扶貧，而非到當地傳教。
塔利班發言人卡里·穆罕默德·优素福曾經多次頒佈及延長處決人質的時限，以換取阿富汗政府釋放塔利班民兵戰俘。韓國政府代理談判團、阿富汗政府及塔利班組織就人質問題進行多次討論，但對於是否以塔利班戰俘交換韓國人質則一直取不到進展，塔利班方面甚至指責阿富汗政府妨礙與南韓代表團的交涉。雖然阿富汗政府在同年三月曾經有過以五名塔利班囚犯贖回一名被綁架的義大利記者的記錄，但該次交易卻遭到美國及英國的嚴厲批評，因此阿富汗政府在面對今次挾持外國人人質事件的立場及態度並不明確。（事實上，在義大利人質交易事件後，獲釋的一名塔利班指揮官 Mansour Dadullah 在接受英國第四台訪問時，就公開指示鬥爭者要致力綁架外國人以牟取同樣的談判籌碼。）

## 交涉

### 初步協定
塔利班首先是要求韓國政府立即撤出阿境內全部200名韓國國軍士兵，對此韓國政府則答應2007年年底撤兵。其實這200人從事的也是醫療等服務工作，對塔利班根本沒有威脅性，撤不撤軍其實無關緊要。其中60人属代号“東醫部隊”的軍醫队，150属代号“茶山部隊”的工兵队，茶山部队为美軍駐阿富汗最大軍事基地「巴格蘭空軍基地」提供军事后勤，并带有武装，在美军要求下可直接参战。塔利班之所以綁架韓國人質並要求撤軍，實質上是對國際社會的警告，要求其他國家不要插手阿富汗局勢。另外從文化層面來看，塔利班屬於伊斯蘭的基本教義派，其宗教排他性很強，特別對基督教等西方文明相當反感；韓國的年輕基督徒在這個時候去從事人道服務，的確會被懷疑勸誘阿富汗的穆斯林改變信仰，這是塔利班無法容忍的。
隨後塔利班提出：若想換回韓國人質，則必須要求阿富汗政府釋放塔利班囚犯。

### 僵局
然而阿富汗政府表示，由於要求名單內的部份塔利班囚犯囚禁於美軍管轄處，故無法全部釋放；美國也表示不會向恐怖份子妥協。阿富汗的緩兵與美國的堅持策略讓談判立刻陷入僵局。為了達到其目的，塔利班先後9次設定殺害人質的最後期限，期間並殺害了兩名韓國男人質。塔利班這種濫殺無辜的行徑也遭受到了國際社會的一致譴責。另外這次塔利班綁架的大部分都是婦女。接受《國際先驅導報》記者採訪的多數阿富汗人都相信塔利班不會殺害女人質，因為這是明顯違背伊斯蘭教規。阿富汗人認為塔利班若此次殺害女人質，那麼塔利班不僅會被國際社會唾棄，而且在穆斯林社會中也將無立足之地。無疑的是：塔利班這次綁架事件的確在國內國外都遭到強烈且負面的評價。這使得塔利班在談判斡旋時遭到不少阻力與困難。

### 檯面下的交涉斡旋
有許多人質疑並推測韓國和塔利班有檯面下的金錢交易行為，也就是用金錢贖回韓國人質。但自始而終兩方發言人都表示絕無此事；直到一名匿名的塔利班高級首領在8月29日向半島電視台透漏：韓國支付了2千多萬美元贖金以使19名韓國人質獲釋；巧合的是：一位韓國外交消息人士於30日指稱，韓國談判團共帶上7000萬美元（約660億韓元）前往阿富汗。當然其中也包括長期停留在當地所需的費用，但他認為大部分有可能是贖金。韓國外交通商部（現外交部）於9月1日澄清絕無向塔利班支付人質贖金。

### 人質釋放後
塔利班宣佈“這是一場勝利”，並表示以後仍會持續進行綁架外國人質活動。爆料韓國支付贖金的塔利班頭目則說：塔利班會用韓國人質的贖金購買武器、更新通訊網路、購買車輛以發動更多自殺式襲擊。
另外，韓國政府在7月22日宣佈：未來韓國公民如果不經許可就擅自前往阿富汗，將被處以監禁以及高額的罰款

## 時序
- 7月19日：塔利班挾持在阿富汗喀布爾前往坎大哈途中的23名韓國籍傳教士作為人質。塔利班要求韓國國軍撤出阿富汗，同時要求阿富汗政府釋放被逮捕的塔利班民兵，以作為交換人質的條件。[6]
- 7月21日：韓國政府宣佈年底自阿富汗撤出200名駐軍。[7]
- 7月25日：42歲的領隊裴亨圭（배형규）牧師遭塔利班槍殺。[8]
- 7月26日：塔利班的發言人稱，他們應阿富汗政府的要求，再次訂出新的期限押後至27日的早上。[9]
- 7月26日：阿富汗政府聲稱，如果與塔利班的談判失敗，不排除會以武力營救人質。[10]。
- 7月28日：塔利班聲稱，不會繼續與阿富汗政府進行談判。[11]。
- 7月29日：塔利班應韓國代表團的建議，把最後限期設在7月31日[12]。
- 7月30日：29歲的組長沈聖珉（심성민）已遭塔利班殺害，其遺體在當日距離囚禁地點80公里外的村莊道路旁被發現。[13]
- 7月31日：塔利班將處決人質的新限期設在8月1日 07:30 GMT[14]。
- 8月10日：韩国官员和塔利班代表进行了首次面对面谈判。[15]
- 8月11日：塔利班聲稱在翌日將會釋放二名病重的婦女。[16]
- 8月13日：塔利班釋放兩名被綁女性，由阿富汗紅新月會轉交由駐當地美軍保護。
- 8月27日：韩国同意塔利班的二個要求（撤軍以及不在阿國傳教）下表示塔利班將會獲釋其餘所有人質。
- 8月29日：12名人質（10女2男）獲釋。
- 8月30日：最後7名人質（3男4女）獲釋。[17]
- 8月31日：所有人質在喀布爾的一間酒店內相聚，之後經迪拜返回首爾。

## 人質名單
| 拉丁轉寫         | 諺文   | 漢字   | 性別 | 出生年 | 處理情況          |
| ---------------- | ------ | ------ | ---- | ------ | ----------------- |
| Bae Hyeong-gyu   |        | 裵亨圭 | 男性 | 1965   | 2007年7月25日被殺 |
| Shim Seong-min   |        | 沈聖珉 | 男性 | 1978   | 2007年7月30日被殺 |
| Kim Gyeong-ja    | 김경자 | 金慶子 | 女性 | 1970   | 2007年8月13日釋放 |
| Kim Ji-na        | 김지나 | 金智娜 | 女性 | 1975   | 2007年8月13日釋放 |
| Lyu Gyeong-shik  | 유경식 | 柳慶植 | 男性 | 1952   | 2007年8月29日釋放 |
| Ko Sei-hoon      | 고세훈 | 高世勳 | 男性 | 1980   | 2007年8月29日釋放 |
| Lyu Jeong-hwa    | 유정화 | 柳貞和 | 女性 | 1968   | 2007年8月29日釋放 |
| Lee Seon-yeong   | 이선영 | 李善英 | 女性 | 1970   | 2007年8月29日釋放 |
| Lee Ji-yeong     | 이지영 | 李智英 | 女性 | 1970   | 2007年8月29日釋放 |
| Han Ji-yeong     | 한지영 | 韓智英 | 女性 | 1973   | 2007年8月29日釋放 |
| Lee Jeong-ran    | 이정란 | 李貞蘭 | 女性 | 1974   | 2007年8月29日釋放 |
| Lim Hyeon-ju     | 임현주 | 林賢珠 | 女性 | 1975   | 2007年8月29日釋放 |
| Cha Hye-jin      | 차혜진 | 車惠珍 | 女性 | 1976   | 2007年8月29日釋放 |
| An Hye-jin       | 안혜진 | 安惠珍 | 女性 | 1976   | 2007年8月29日釋放 |
| Seo Myeong-hwa   | 서명화 | 徐明和 | 女性 | 1978   | 2007年8月29日釋放 |
| Lee Ju-yeon      | 이주연 | 李週妍 | 女性 | 1980   | 2007年8月29日釋放 |
| Je Chang-hee     | 제창희 | 諸昌熙 | 男性 | 1969   | 2007年8月30日釋放 |
| Song Byeong-woo  | 송병우 | 宋炳宇 | 男性 | 1974   | 2007年8月30日釋放 |
| Seo Gyeong-seok  | 서경석 | 徐京石 | 男性 | 1980   | 2007年8月30日釋放 |
| Kim Yoon-yeong   | 김윤영 | 金允英 | 女性 | 1972   | 2007年8月30日釋放 |
| Pak Hye-yeong    | 박혜영 | 朴惠英 | 女性 | 1972   | 2007年8月30日釋放 |
| Lee Seong-eun    | 이성은 | 李成恩 | 女性 | 1983   | 2007年8月30日釋放 |
| Lee Yeong-gyeong | 이영경 | 李英慶 | 女性 | 1985   | 2007年8月30日釋放 |

## 相關電影
- 24小時救參行動